# Kobajasi Rikako
Kobajasi Rikako (小林 里歌子) (Hjógo prefektúra, 1997. július 21. –) japán válogatott labdarúgó.

## Klub
A labdarúgást a Nippon TV Tokyo Verdy Beleza csapatában kezdte.

## Nemzeti válogatott
2019-ben debütált a japán válogatottban. A japán válogatott tagjaként részt vett a 2019-es világbajnokságon. A japán válogatottban 12 mérkőzést játszott.

## Statisztika
| Japán válogatott | Japán válogatott | Japán válogatott |
| Időszak          | Mérk.            | gól              |
| ---------------- | ---------------- | ---------------- |
| 2019             | 12               | 4                |
| Összesen         | 12               | 4                |